# 121103 Ericneilsen
121103 Ericneilsen è un asteroide della fascia principale. Scoperto nel 1999, presenta un'orbita caratterizzata da un semiasse maggiore pari a 2,7924324 UA e da un'eccentricità di 0,1853618, inclinata di 18,26029° rispetto all'eclittica.